# Kraljevina Makedonija
Kraljevina Makedonija (grč. Μακεδονία) je naziv antičkog kraljevstva koje se nalazilo u središnjem dijelu Balkanskog poluotoka. Prvotno je na zapadu graničilo s Epirom odnosno na istoku s Trakijom, a tijekom jednog kratkog razdoblja koncem 4. stoljeća pr. Kr. kraljevstvo je postalo najmoćnijom državom na Starom Istoku zahvaljujući osvajačkim pohodima Aleksandra Makedonskog. Ovi povijesni događaji označili su i početak helenističkog razdoblja starog vijeka.

## Vanjske poveznice
- Enciklopedija Britannica: Uspon Makedonije
- Enciklopedija Britannica: Kraljevina Makedonija
- Makedonsko kraljevstvo u 4. stoljeću pr. Kr.